# 11e Leger (Wehrmacht)
Het 11e Leger (Duits: 11. Armee) was een onderdeel van het Duitse leger in de Tweede Wereldoorlog. Het werd opgericht op 5 oktober 1940. Het vocht uitsluitend aan het oostfront. Na de verovering van de Krim werd het 11e Leger ontbonden.

## Tweede Wereldoorlog
Tijdens Operatie Barbarossa vormde het 11e Leger een onderdeel van Heeresgruppe Süd. Samen met twee Roemeense legerkorpsen vormde dit leger de meest zuidelijke flank van de Duitse aanvalsmacht. Op 22 juni 1941 overschreed het 11e Leger de Russische grens. Aanvankelijk verliep de opmars vlot. Op 7 juli 1941 was geheel Bessarabië veroverd en op 29 augustus 1941 bereikte de voorhoede de Dnjepr nabij Berisslavl. Een dag later werd de rivier overgestoken en ging de opmars verder. Vanaf de Dnjepr ging het echter langzamer. Het 11e Leger bestond grotendeels uit niet-gemotoriseerde divisies en de lange marsen begonnen hun tol te eisen. Gedurende augustus 1941 hergroepeerde het leger zich en werden de verliezen aangevuld. 
Het 11e Leger kreeg als opdracht om de Krim te bezetten. De verovering van het schiereiland zou niet alleen de zuidelijke flank van Heeresgruppe Süd beschermen, maar kon ook als springplank dienen voor een aanval op de Kaukasus. Het leger bestond uit zeven infanteriedivisies, twee bergdivisies en de 1e SS pantserdivisie. Op 24 september 1941 ging het 11e Leger in de aanval over de nauwe landengte van Isthmus, die de Krim met Oekraïne verbond. Pas na vijf dagen wisten de Duitsers de Russische verdediging op de Isthmus te doorbreken. Daarna ging de strijd verder rond Perekop. Het terrein was sterk in het voordeel van de verdediging en pas op 28 oktober 1941 forceerden de Duitsers een doorbraak. De georganiseerde Russische tegenstand was gebroken en rond 16 november 1941 had het 11e Leger de Krim bezet, uitgezonderd de havenstad Sebastopol.
Stavka, het Russische opperbevel, was vastbesloten om Sebastopol te behouden en had alle beschikbare eenheden geconcentreerd rond de havenstad. Zo’n 65 000 soldaten van het Rode Leger hadden zich ingegraven en waren vastbesloten om de stad te verdedigen. Rond de stad lagen drie linies, bestaande uit talloze bunkers en forten met zware kanonnen. Grotten in de heuvels ten zuiden van de stad waren omgevormd tot natuurlijke opslagplaatsen en bunkers. Er was zelfs een onderzees munitiedepot. Een eerste Duitse aanval op 30 oktober werd moeiteloos afgeslagen en ook de tweede Duitse poging liep vast in de gordel van bunkers. Generaal von Manstein besloot om zijn leger te hergroeperen in plaats van kleinere aanvallen uit te voeren. Om de linie te doorbreken kreeg het 11e Leger extra zware artillerie toegewezen, waaronder het spoorwegkanon Schwerer Gustav en de mortier Karl-Gerät

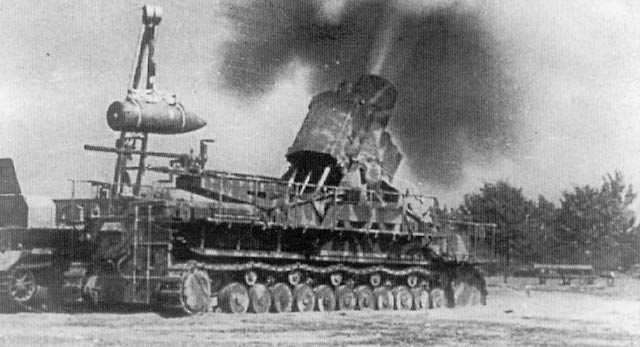
Karl-Gerät beschiet Sebastopol

Op 17 december 1941 openden 1275 kanonnen het vuur en ging het 11e Leger in de aanval. De Russen werden teruggedreven, maar de verdediging hield stand. De heuvels ten zuiden van de stad bleven in handen van het Rode leger en haastig aangevoerde versterkingen wisten het 11e Leger terug te drijven. Op 26 december 1941 landde het Russische 44e Leger en het 51e Leger op het schiereiland Kertsj. Hierdoor was generaal Von Manstein verplicht om de aanval op Sebastopol te staken, want hij moest eerst deze nieuwe dreiging het hoofd bieden. Ondertussen was het Duitse leger langs het hele oostfront in de verdediging gedrongen door het winteroffensief van het Rode Leger.

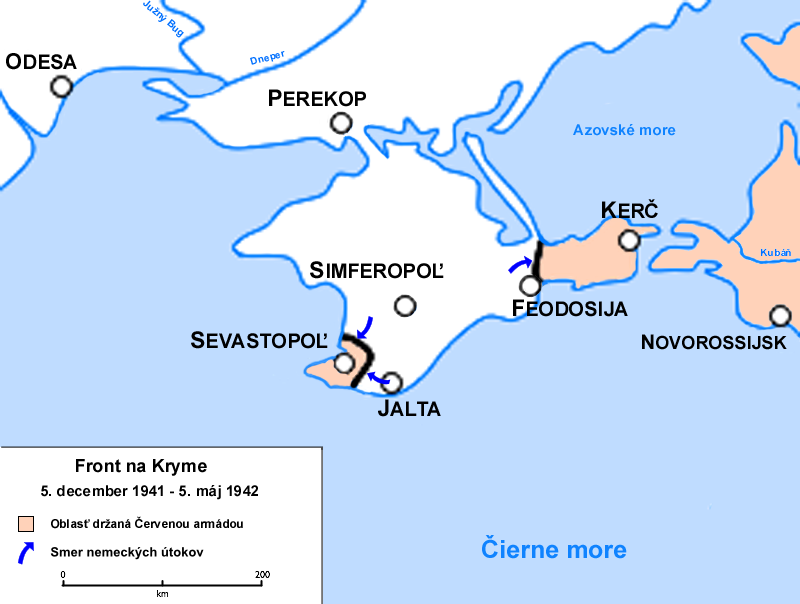
Frontlinie op de Krim van december 1941 tot mei 1942

In het voorjaar 1942 ondernam het 11e Leger nogmaals een poging om de volledige Krim te veroveren. Generaal von Manstein gokte dat de Russen vanuit Sebastopol geen aanval zouden ondernemen en hij concentreerde 7 van zijn 9 infanteriedivisies tegen het Sovjet-bruggenhoofd bij Kertsj. Op 8 mei 1942 lanceerde hij de aanval en op 21 mei was het bruggenhoofd vernietigd. Daarna richtte hij zijn aandacht terug op Sebastopol. Vanaf 21 mei 1942 was de Duitse artillerie waaronder 6 zware 60-cm mortieren Karl-Gerät begonnen aan een intensieve beschieting van de stad. Op 4 juni 1942 begon de Luftwaffe met bombardementen. Systematisch veroverde het 11e Leger de stellingen van de buitenste linie en op 16 juni bereikten ze de tweede linie. Deze linie in de heuvels ten noorden van de stad hield stand en op 28 juni 1942 lanceerde generaal von Manstein een amfibische aanval om de linie te omzeilen. De aanval werd maar een gedeeltelijk succes. De Duitsers vestigden een klein bruggenhoofd in de baai, maar het Rode Leger hield nog steeds stand.
Op 29 juni 1941 wist het 11e Leger eindelijk een bres te slaan in de linies ten zuiden van de stad. Stalin beval de evacuatie van de Russische commandant en daarna stortte het georganiseerde verzet in elkaar. Op 4 juli 1942 meldde het 11e Leger de verovering van Sebastopol, maar het duurde tot 9 juli 1942 vooraleer de laatste verdedigers zich overgaven.
In tegenstelling tot het beleg van Leningrad wist Von Manstein Sebastopol wel te veroveren. Zijn tactisch vernuft, de inzet van zware artillerie en het feit dat de stad volledig was omsingeld leidde uiteindelijk tot de verovering. Hoewel de Duitsers een tactische overwinning boekten, wist het Rode Leger te verhinderen dat het 11e Leger werd ingezet tijdens Fall Blau.
Gedurende augustus 1942 kreeg het 11e Leger de tijd om uit te rusten en zich te hergroeperen. Daarna werden vier divisies van het 11e Leger naar het Leningradfront gestuurd met opdracht de stad in te nemen. Het was de bedoeling dat deze ervaren eenheden de kern van een nieuw 11e Leger zouden vormen dat voor de definitieve verovering van Leningrad zou worden ingezet. Het Russische offensief verstoorde dit plan en de vier divisies werden ingezet om het front van het 18e Leger te verdedigen.
Op 21 november 1942 werden de eenheden van het 11e Leger een onderdeel van de nieuwe Heeresgruppe Don, die het omsingelde 6e Leger in Stalingrad moest bevrijden.

### Heroprichting
Op 26 januari 1945 werd de opnieuw een 11e Leger gevormd uit delen van de Stabes Oberkommando Oberrhein, door de Waffen-SS. De eenheid kwam daardoor bekend te staan onder de naam 11. Panzerarmee of 11. SS-Panzerarmee, maar dat was niet de officiële naam. SS-Obergruppenführer Felix Steiner kreeg de leiding over het pantserleger.
Eind februari voerde het leger Operatie Sonnenwende uit, maar moest na aanvankelijke successen al snel weer in de verdediging gaan; de staf werd vervolgens vervangen door die van het 3e Pantserleger. Het 11e Leger werd ontbonden.
Op 2 april 1945 werd opnieuw een 11e Leger (de alternatieve benamingen waren nu weer verdwenen) opgericht in de Harz aan het westfront met als doel de omsingeling van de Ruhrkessel te doorbreken. Dat was, met de beschikbare middelen, een volstrekte illusie. Het aanvalsbevel werd dan ook op 4 april ingetrokken. Vervolgens werd het 11e Leger de Harz ingedreven door de naar de Elbe oprukkende Amerikaanse troepen. Uit de omsingeling die volgde was geen ontsnappen mogelijk.
De restanten van het 11e Leger werden tussen 21 en 23 april krijgsgevangen gemaakt in de omgeving van Blankenburg.

## Commandanten
| Rang                    | Naam                     | Begin             | Eind              | Opmerking |
| ----------------------- | ------------------------ | ----------------- | ----------------- | --- |
| Kolonel-generaal        | Eugen von Schobert       | 5 oktober 1940    | 11 september 1941 | |
| Generaal der Infanterie | Hans von Salmuth         | 12 september 1941 | 17 september 1941 | |
| Generaal der Infanterie | Erich von Manstein       | 12 september 1941 | 20 november 1942  | |
|                         |                          | 27 november 1942  |                   | Gewijzigd in Heeresgruppe Don                                                                                                   |
|                         |                          | Oktober 1944      |                   | Opnieuw geformeerd |
| Generaal der Infanterie | Anton Grasser            |                   | 20 oktober 1944   | |
| SS-Obergruppenführer    | Felix Steiner            | 2 februari 1945   | 5 maart 1945      | Van 2 februari 1945 tot 4 februari 1945 mit der Führung beauftragt (m. d. F. b) - (vrije vertaling: met het leiderschap belast) |
| Generaal der Infanterie | Otto-Maximilian Hitzfeld | 2 april 1945      | 8 april 1945      | |
| Generaal der Artillerie | Walther Lucht            | 8 april 1945      | 23 april 1945     | |

Kolonel-generaal von Schobert kwam op 12 september 1941 om het leven toen zijn verkenningsvliegtuigje in een Russisch mijnenveld landde.  Generaal von Salmuth voerde als plaatsvervanger het bevel totdat generaal von Manstein op het hoofdkwartier arriveerde.  Op 6 maart 1942 werd von Manstein tot kolonel-generaal bevorderd en op 1 juli 1942 tot generaal-veldmaarschalk.
Na de heroprichting op 26 januari 1945 voerde SS-Obergruppenführer Felix Steiner tijdelijk het bevel.  Op 4 februari 1945 kreeg hij het definitieve bevel over het leger.  Op 25 maart 1945 ontbond het Duitse opperbevel het hoofdkwartier van het leger en de staf werd toegevoegd aan het 3de pantserleger. Enkele dagen later vormde het Duitse opperbevel een nieuw hoofdkwartier, dat zich in het Harzgebergte bevond. Generaal Otto Hitzfeld werd aangesteld als plaatsvervangend bevelhebber. Hij werd vervangen door generaal Walther Lucht, die tijdelijk het bevel voerde.